# Prîvillea, Troițke
Prîvillea (în ucraineană Березівка) este localitatea de reședință a comunei cu același nume din raionul Troițke, regiunea Luhansk, Ucraina.